# 3729 Yangzhou
A 3729 Yangzhou (ideiglenes jelöléssel 1983 VP7) a Naprendszer kisbolygóövében található aszteroida. A Bíbor-hegyi Obszervatórium fedezte fel 1983. november 1-én.